# Kông Chro (huyện)
Kông Chro là một huyện cũ nằm ở phía đông tỉnh Gia Lai, Việt Nam. Huyện cách thành phố Hồ Chí Minh 531 km, cách thành phố Đà Nẵng 407 km và cách thủ đô Hà Nội 1.145 km. Huyện lỵ của huyện là thị trấn Kông Chro.

## Địa lý
Huyện Kông Chro nằm ở phía đông của tỉnh Gia Lai, nằm cách thành phố Pleiku khoảng 96 km, cách trung tâm Thành phố Hồ Chí Minh khoảng 531 km, cách trung tâm thành phố Đà Nẵng khoảng 407 km, cách trung tâm thủ đô Hà Nội khoảng 1145 km, có vị trí địa lý:
- Phía đông giáp huyện Vân Canh và huyện Tây Sơn thuộc tỉnh Bình Định
- Phía tây giáp huyện Mang Yang
- Phía nam giáp huyện Ia Pa và huyện Đồng Xuân, tỉnh Phú Yên
- Phía bắc giáp huyện Đak Pơ.

### Khí hậu
Đây là huyện có khí hậu khắc nghiệt đặc biệt là nguồn nước khan hiếm và khí hậu khô khan. 

### Dân tộc
Có các dân tộc chính Kinh, Bahnah, trong đó dân tộc Gia rai vài làng ở xã Yang Nam còn lại các dân tộc Mường, Tày, Dao mới di cư theo nhóm sống rải rác các xã Kông Yang, Yang Trung, Chơ Glong, Chư Krei.

## Hành chính
Huyện Kông Chro có 14 đơn vị hành chính cấp xã trực thuộc, bao gồm thị trấn Kông Chro (huyện lỵ) và 13  xã: An Trung, Chơ Long, Chư Krey, Đăk Kơ Ning, Đăk Pling, Đăk Pơ Pho, Đăk Song, Đăk Tơ Pang, Kông Yang, Sró, Ya Ma, Yang Nam, Yang Trung.

## Lịch sử
Huyện Kông Chro thuộc tỉnh Gia Lai - Kon Tum được thành lập ngày 30 tháng 5 năm 1988 trên cơ sở chia tách ở phần đất phía nam của huyện An Khê (nay là thị xã An Khê và huyện Đắk Pơ), bao gồm 8 xã: An Trung, Chơ Long, Chư Krey, Đắk Sông, Sró, Ya Ma, Yang Nam và Yang Trung; cùng thời điểm này, tách các làng: Đe Nghe Lớn, Đe Nghe Nhỏ của xã Ya Ma và các làng: Hlektu, Tong, Pyang của xã Yang Trung để thành lập thị trấn Kong Chro - thị trấn huyện lỵ.
Khi mới thành lập thì huyện Kông Chro có 9 đơn vị hành chính cấp xã, bao gồm thị trấn Kông Chro (huyện lỵ) và 8 xã: An Trung, Chơ Long, Chư Krey, Đắk Sông, Sró, Ya Ma, Yang Nam, Yang Trung.
Ngày 6 tháng 12 năm 1990, Ban Tổ chức Chính phủ ban hành Quyết định số 543-TCCP. Theo đó:
- Chia xã An Trung thành 2 xã: An Trung và Kông Yang.
- Chia xã Ya Ma thành 2 xã: Ya Ma và Đắk Tơ Pang.

Ngày 12 tháng 8 năm 1991, tỉnh Gia Lai được tái lập, huyện Kông Chro thuộc tỉnh Gia Lai.
Ngày 16 tháng 2 năm 2005, thành lập xã Đắk Pling trên cơ sở 18.238 ha diện tích tự nhiên và 2.078 nhân khẩu của xã Đăk Sông.
Ngày 21 tháng 4 năm 2006, Chính phủ ban hành Nghị đinh 39/2006/NĐ-CP. Theo đó:
- Thành lập xã Đắk Pơ Pho trên cơ sở 5.305 ha diện tích tự nhiên và 2.054 nhân khẩu của xã Yang Trung.
- Thành lập xã Đắk Kơ Ning trên cơ sở 3.553 ha diện tích tự nhiên và 740 nhân khẩu của xã Yang Nam, 9.869,20 ha diện tích tự nhiên và 1.503 nhân khẩu của xã Sró.

Huyện Kông Chro có 14 đơn vị hành chính cấp xã, bao gồm 1 thị trấn và 13 xã như hiện nay.

## Kinh tế - xã hội
Trong 5 năm qua, từ 2005 - 2010, huyện Kông Chro đã đạt được những thành tựu đáng ghi nhận. Tốc độ tăng trưởng bình quân hàng năm đạt 16,26% (vượt 1,76% so với chỉ tiêu đề ra), thu nhập bình quân đầu người hơn 11 triệu đồng/năm. Cơ cấu kinh tế có sự chuyển dịch đúng hướng, tăng dần tỷ trọng các ngành công nghiệp, xây dựng và dịch vụ. Tổng diện tích gieo trồng bình quân hàng năm là 31.275 ha, tổng đàn gia súc hơn 40 ngàn con (vượt hơn 22% so với chỉ tiêu đề ra). Trong 5 năm qua, huyện đã huy động hơn 3.000 tỷ đồng để xây dựng hơn 200 công trình.
Trong giai đoạn 2010 - 2015, huyện phấn đấu tốc độ tăng trưởng kinh tế là 13,5%; thu nhập bình quân đầu người đạt 14 triệu đồng/năm.
Người dân nơi đây sống chủ yếu dựa vào canh tác các loại cây nông nghiệp ngắn ngày như cây mía, sắn cao sản (củ mì), ngô lai, dưa hấu, ớt... 100% thôn, làng, xã, thị trấn có điện lưới quốc gia, có mạng di động Viettel.